# Márkus Arthur
Márkus Arthur (Márkus Artúr) (sz. 1910-es évek) magyar pedagógus.
Szegeden, Várkonyi Hildebrand Dezső Pedagógiai-Lélektani Intézetében doktorált.

## Életpályája
1936-ban Fülei Szántó Endrével kiküldetésben volt a bécsi Collégium Hungaricumban.
1937-ben a szegedi Ferenc József Tudományegyetemen, Várkonyi Hildebrand Dezső doktori iskolájában védte meg egyetemi doktori értekezését.

## Művei
- A matematikai képesség lélektana. Szeged : Ablaka Nyomda, 1937. 71 p. (Közlemények a Szegedi Ferenc József Tudományegyetem Pedagógiai Lélektani Intézetéből 19.) (Doktori disszertáció.)

## Külső hivatkozások
- Bánfai József: „A tehetség-probléma hazai történetének irodalma a kezdetektől 1950-ig.” Bibliográfia.